# Wyszukiwanie binarne
Wyszukiwanie binarne – algorytm opierający się na metodzie dziel i zwyciężaj, który w czasie logarytmicznym stwierdza, czy szukany element znajduje się w uporządkowanej tablicy i jeśli się znajduje, podaje jego indeks. Np. jeśli tablica zawiera milion elementów, wyszukiwanie binarne musi sprawdzić maksymalnie 20 elementów {\displaystyle (\log _{2}{1\,000\,000}\approx 20)} w celu znalezienia żądanej wartości. Dla porównania wyszukiwanie liniowe wymaga w najgorszym przypadku przejrzenia wszystkich elementów tablicy.

## Zasada działania algorytmu
Uporządkowana tablica jest dzielona na coraz mniejsze przedziały do momentu, gdy przedział osiągnie długość jeden, kiedy możemy jednym sprawdzeniem określić, czy element znajduje się w tablicy.
W pojedynczym kroku rozważa się jeden przedział charakteryzowany dwoma indeksami: początkowym {\displaystyle a} i końcowym {\displaystyle b.} Algorytm rozpoczyna wyszukiwanie od całej tablicy.
Następnie wyznaczany jest środek tego przedziału {\displaystyle c=\left\lfloor {\frac {a+b}{2}}\right\rfloor .}
Przedział jest zawężany – dzięki uporządkowaniu danych wiadomo, że albo poszukiwany element może znajdować się w indeksach {\displaystyle [a;c]} albo za nim. Innymi słowy wybór ogranicza się do przedziału {\displaystyle [a,c],} gdy poszukiwany element jest mniejszy lub równy zapisanemu pod indeksem {\displaystyle c,} albo {\displaystyle [c+1,b]} w przeciwnym razie.
Algorytm kończy się niepowodzeniem, jeśli przedział będzie jednoelementowy, tzn. {\displaystyle b=a,} a pod indeksem {\displaystyle a} nie ma poszukiwanej wartości.

## Implementacja
Zastosowano język TypeScript.
```
/**

 * Zwraca indeks poszukiwanego elementu

 * lub null jeśli dany element w tablicy nie istnieje.

 *

 * @param tablica - posortowana tablica liczb.

 * @param szukana - poszukiwana wartość.

 */

function
 
wyszukiwanieBinarnie
(
tablica
:
 
number
[],
 
szukana
:
 
number
)
:
 
number
 
{

    
let
 
lewo
 
=
 
0
;

    
let
 
prawo
 
=
 
tablica
.
length
 
-
 
1
;

    
let
 
przeszukiwany_indeks
;

    

    
while
 
(
lewo
 
<=
 
prawo
)
 
{

        
przeszukiwany_indeks
 
=
 
Math
.
floor
((
lewo
 
+
 
prawo
)
 
/
 
2
);

        
if
 
(
tablica
[
przeszukiwany_indeks
]
 
<
 
szukana
)
 
{

            
lewo
 
=
 
przeszukiwany_indeks
 
+
 
1
;

        
}
 
else
 
if
 
(
tablica
[
przeszukiwany_indeks
]
 
>
 
szukana
)
 
{

            
prawo
 
=
 
przeszukiwany_indeks
 
-
 
1
;

        
}
 
else
 
{

            
return
 
przeszukiwany_indeks
;

        
}

    
}

    

    
return
 
null
;

}

```

## Wyszukiwanie interpolacyjne
Wariant wyszukiwania binarnego, w którym punkt podziału (indeks {\displaystyle c}) jest wyznaczany metodą interpolacji liniowej.
Jeśli wartości kluczy na krańcach przedziału wynoszą {\displaystyle X_{a}} i {\displaystyle X_{b}} i poszukiwana wartość {\displaystyle X_{a}\leqslant X\leqslant X_{b},} wówczas indeks można wyznaczyć jako {\displaystyle c=\lfloor a+t\cdot (b-a)\rfloor ,} gdzie parametr {\displaystyle t} wynika z wartości kluczy: {\displaystyle t={\frac {X-X_{a}}{X_{b}-X_{a}}}.}
Algorytm charakteryzuje o wiele lepsza średnia złożoność obliczeniowa niż zwykłego wyszukiwania binarnego, wynosi bowiem {\displaystyle \Theta (\log \log n),} a nie {\displaystyle O(\log n).} Ta złożoność jest osiągana tylko dla danych mających rozkład jednostajny, w przypadku pesymistycznym jest jednak liniowa. Jak podaje Knuth, testy empiryczne wykazują, że podejście to dobrze sprawdza się dla bardzo dużych rozmiarów tablic, dla niewielkich nie widać wyraźnej przewagi ze względu na bardziej złożone wyliczanie indeksu {\displaystyle c.}
Pomysłodawcą metody był W.W. Peterson, została użyta do wyszukiwania w posortowanych plikach; została ona opracowana ok. 1957 roku.